# هگزادکان
هگزادکان (به انگلیسی: Hexadecane) یک ترکیب شیمیایی با شناسه پاب‌کم ۱۱۰۰۶ است. شکل ظاهری این ترکیب، مایع شفاف بی‌رنگ است.